# El verdugo
El verdugo is een Spaans-Italiaanse film van Luis García Berlanga die werd uitgebracht in 1963.

## Samenvatting
Madrid, begin van de jaren zestig. De al wat oudere Amadeo is de beul van het Hooggerechtshof. Hij kent José Luis, een bediende van een begrafenisondernemer die de lijken komt ophalen van de gevangenen die hij heeft geëxecuteerd. 
Op een dag stelt Amadeo zijn dochter Carmen voor aan José Luis. Carmen vindt geen verloofde omdat de mannen die ze ontmoet worden afgeschrikt door het beroep van haar vader. José Luis worstelt met hetzelfde probleem: de vrouwen slaan op de vlucht als ze vernemen wat voor werk hij doet. 
Carmen en José Luis trouwen en gaan inwonen bij Amadeo die een appartement van zijn werk  betrekt. Amadeo vreest uit zijn appartement gezet te worden omdat hij weldra met pensioen gaat. Daarom probeert hij zijn schoonzoon ervan te overtuigen hem als beul op te volgen. José Luis aanvaardt de nieuwe job omdat zijn schoonvader hem verzekert dat hij geen enkel doodvonnis zal moeten uitvoeren. Maar na enige tijd wordt hij ontboden voor een executie in Majorca.

## Rolverdeling
| Acteur                  | Personage         |
| ----------------------- | ----------------- |
| José Isbert             | Amadeo            |
| Nino Manfredi           | José Luis         |
| Emma Penella            | Carmen            |
| José Luis López Vasquez | Antonio Rodríguez |
| Ángel Álvarez           | Álvarez           |

## Prijs
1963: FIPRESCI(Fédération Internationale de la Presse Cinématographique)-prijs van het Filmfestival van Venetië